# Ramà
Ramà és un personatge bíblic. Era fill de Cuix i pare de Sabà i Dedan, tal com s'explica al Gènesi i al Primer llibre de les Cròniques.
En el lament d'Ezequiel per la ruïna de Tir la tribu de Ramà és mencionada, juntament amb la de Sabà, com un poble mercader que proveïa els habitants de Tir de perfums de primera qualitat, or i tota mena de pedres precioses.
El poble de Ramà se situa a la península d'Aràbia, al golf Pèrsic.